# Julian Bukowski
Julian Bukowski, född 1837, död 1904, var en polsk kyrkohistoriker.
Bukowski, som var teologie doktor, författade bland annat Dzieje reformacji w Polsce (Kraków 1883–86), vilket behandlar reformationen i Polen.